# 尖声伞鸟
尖聲傘鳥是雀形目傘鳥科皮哈傘鳥屬的其中一種。該鳥分布於南美洲亞馬遜河和大西洋沿岸森林的潮濕森林中，最顯著的特徵是聲音特別響亮。

## 分布和棲息地
尖聲傘鳥是一種常見的鳥類，棲息在海拔500公尺以下的樹冠中下部，在委內瑞拉和安第斯山麓最高可達1,000公尺。

## 描述
尖聲傘鳥鷺體長約25公分。雌雄均為暗灰色羽毛（翅膀和尾部通常較暗一些），下半身為淺灰色。幼鳥為灰色，帶有棕色或鐵鏽色。

## 行為和生態
儘管聲音獨特，但尖聲傘鳥是一種難以捉摸的鳥，它能長時間保持靜止，並與樹枝融為一體。該鳥通常獨來獨往，但有時也會加入混合物種的覓食隊伍。

### 飲食
尖聲傘鳥主要以果實為食，但也吃昆蟲，有時會從棲息地飛出來摘果實，或在空中以類似烏鴉的盤旋動作捕捉昆蟲。

### 發聲和模仿
尖聲傘鳥的叫聲異常響亮，高達116分貝，僅次於白鐘雀的叫聲。在繁殖季節，多達十隻雄鳥會聚集在鬆散的巢穴中，用歌聲吸引雌鳥。這種聲音常被電影用作亞馬遜雨林的典型聲音。

## 現狀和保護
尖聲傘鳥能很好地適應花園和公園等人類居住區，被國際鳥盟視為無危物種。

## 外部連結
- Calls and songs （页面存档备份，存于） on the xeno canto collection
- Screaming Piha recording （页面存档备份，存于） British Library. Accessed 2018-09-28
- Screaming pihas on Freesound. （页面存档备份，存于） Freesound.org. Accessed 2022-09-20
- Photos, videos and observations （页面存档备份，存于） at Cornell Lab of Ornithologys Birds of the World